# عبادة الأجرام السماوية

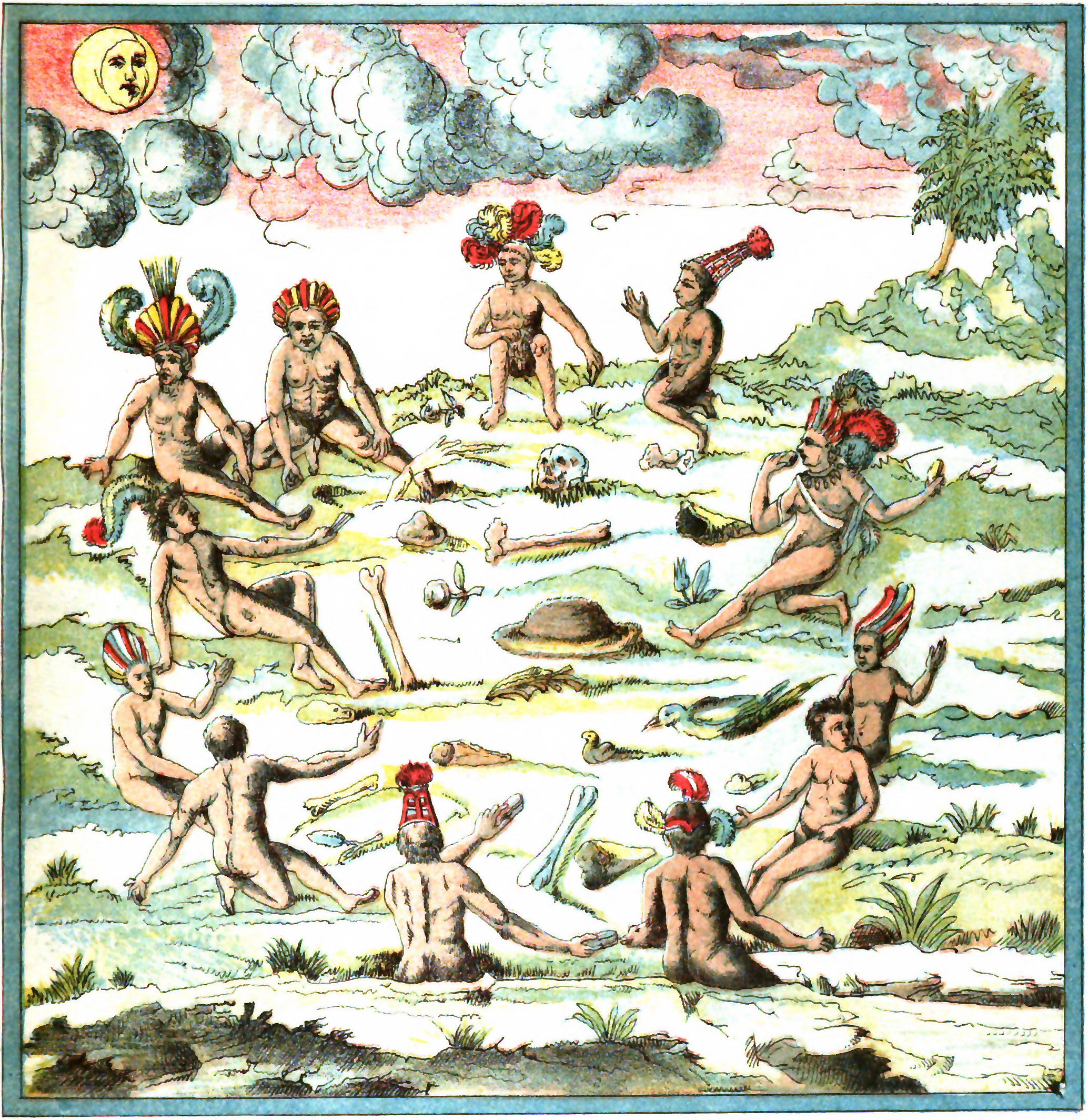
عادات الهنود الحمر كما وصفها شامبلان في مذكراته عن رحلاته في خليج المكسيك.

عبادة الأجرام السماوية أو عبادة النجوم هي تبجيل النجوم (مفردة أو مجتمعة مثل سماء الليل)، أو الكواكب، أو غيرها من الأجرام الفلكية تبجيل الآلهة ، أو ربط الآلهة بالأجرام السماوية. في الأدب الإنساني، يمكن الإشارة إلى أنظمة الممارسة هذه باسم الطوائف السماوية.